# Diuretik Henleove petlje
Diuretici Henleove petlje su diuretici koji deluju u uzlaznoj Henleovoj petlji u bubrezima. Oni se prventveno medicinski koriste za tretiranje hipertenzije i edema često uzrokovanih kongestivnim zatajenjem srca ili renalnom insuficijencijom. Dok su tiazidni diuretici efektivniji kod pacijenata sa normalnom funkcijom bubrega, diuretici petlje su efektivniji kod pacijenata sa umanjenom bubrežnom funkcijom.

## Mehanizam dejstva
Diuretici petlje deluju na Na+-K+-2Cl- simporter (kotransporter) u debeloj uzlaznoj grani Hendleove petlje čime inhibiraju reapsorpciju natrijuma i hlorida. To se ostvaruje kompeticijom za Cl- mesto vezivanja. Pošto je reapsorpcija magnezijuma i kalcijuma u debeloj uzlaznoj grani zavisna od pozitivnog gradijenata napona u lumenu uspostavljenog recikliranjem kalijuma kroz renalni spoljašnji medularni kalijumski kanal, diuretici petlje takođe inhibiraju njihovu reapsorpciju. Ometanjem reapsorpcije tih jona, diuretici petlje sprečavaju nastanak hipertonične renalne medule.

## Primeri diuretika petlje
- Furosemid
- Bumetanid
- Etakrinska kiselina
- Torasemid

| Diuretik petlje     | Relativna potentnost |
| ------------------- | -------------------- |
| Furosemid           | 1                    |
| Bumetanid           | 40                   |
| Etakrinska kiselina | 0.7                  |
| Torasemid           | 3                    |

## Spoljašnje veze
- Loop Diuretic, from the Family Practice Notebook
- Loop+Diuretics на 